# Tasteless Records
Tasteless Records är ett skivbolag som ägs av den gotländska musikgruppen Smaklösa. Bolaget ger huvudsakligen ut Smaklösas skivor. Man har även givit ut en EP med Barbro "Babben" Larsson.